# MBCタレント
MBCタレント（エムビーシータレント）とは、鹿児島市に本社を持つ南日本放送の契約パーソナリティの呼称である。

## 概要
- MBCローカルのテレビ・ラジオ番組や同局制作のローカルCM等に、メインパーソナリティとして出演している。
- 所属タレントの一部は鹿児島弁や唐芋普通語を駆使し駄洒落や軽妙なトークを繰り広げる。
- MBCタレントの所属事務所はMBCサンステージに所属している事が多く、大半がMBC専属である。よし俣とよしげや元MBCアナウンサーの宮原恵津子などは、他局の番組にも出演していることがあるが、MBCサンステージ以外の事務所に所属あるいは個人事務所を設立していないとこのような措置が出来ない。
- MBCラジオのワイド番組に内包される生コマーシャル（ラジオショッピング・インフォマーシャル）は、他局のワイド番組と異なり、メインパーソナリティとは別のMBCタレントが担当する形式を採られる。外部事業者毎に担当するタレントが決められている。メインパーソナリティが担当する生コマーシャルもあり、朝ワイドシリーズ（2014年度以降からはモーニングスマイル）内のジャパネットたかたラジオショッピングが局アナで唯一担当しているラジオショッピングで、それ以外のワイド番組におけるパーソナリティ自身も、担当していいラジオショッピングの事業者が予め決められている。

## 歴史
- 当初は前身社名にあたるラジオ南日本の放送劇団「南日本放送劇団」がMBCラジオの開局（1953年10月1日）から10日後にあたる10月10日に発足したのが原点で、元ポニーメイツの面々も多数合流したことで、現在のMBCタレントとなっている。日常生活の身近なこぼれ話をベースに、鹿児島弁を駆使した寸劇『さつまお笑い劇場』で幅広く県民に絶大な支持を受ける。
- 猪俣睦彦、瀬川洋一郎ら一部の劇団員はラジオパーソナリティとしても活躍した。

## 大別
MBCタレントの出身は前述の放送劇団の他、同局のラジオカーレポーター（ポニーメイツ）、アナウンサー、学生アルバイトのADスタッフ等である。また同局に毎週出演する落語家の桂竹丸、ミュージシャンの宮井紀行（元なまず）等も含めて解釈され許容範囲も幅広い。なお2002年から鹿児島市に在住し、鹿児島弁を流暢に操るバイリンガルなオーストラリア人の男性であるダミアン・ヒルも2009年までMBCタレントに所属しており、MBCタレントでは最初で最後の外国人タレントでもあった。それ以降も実業家（子供向け英会話教室の講師）として鹿児島市に引き続き在住している。
基本的に女性タレントの方が圧倒的に多く、大半が元ポニーメイツである。ポニーメイツで3年間活動していたものは、MBCタレントでも長く活動している。MBCタレントのうち、パーソナリティ以外を本業とするものは、『ゲストタレント』と呼ばれる。現在は男性のみで構成されており、過去には女性も存在していた。尚、女性でゲストタレントの条件に該当する太ゆうき及び、元ポニーメイツだが別の本業を持ちゲストタレントの条件に該当する川原田優華はMBCタレントとしての区分で所属している。かつてはジミー入枝もゲストタレントであったが、2020年10月からMBCタレントに区分が変更されている。

## 主な出演番組

### MBCラジオ

#### 朝
- 田辺令吉のおはよう!発車オーライ（月曜 - 金曜 6:30 - 9:40）：藏薗千尋
  - おはようJA（月曜 6:34 - 6:45）：財津三奈
  - 希望のリボン（月曜 - 金曜 7:30 - 7:40）：山下美智代
- 救骨さんラジオショッピング（水曜 9:55 - 10:00）：宮氣美保子
- むっちゃんのいきいきサタデー（土曜6:30 - 7:00）：猪俣睦彦
- 二見いすずの土曜の朝は（土曜7:00 - 9:40）：二見いすず（元同局アナウンサー）
  - MBCハウジングに行こう!（土曜7:25 - 7：30）：笹田美樹
  - 希望のリボン（土曜 7:30 - 7:40）：二見いすず
  - 霧島市政便り（土曜9:00 - 9:05）：西上原あい
- 希望のリボン（日曜 7:30 - 7:40）：山下美智代
- サザンモーニング（日曜 7:40 - 8:00）：財津三奈
- MBCラジオ子供ステージ（日曜 9:00 - 9:20）：西上原あい
- さつまお笑い劇場（日曜 9:30 - 10:00）：猪俣睦彦・有川幸など多数（寸劇でOB・OGもたまに出演）

#### 昼
- えっちゃんのたんぽぽ倶楽部（月曜 - 金曜 10:00 - 12:50）：宮原恵津子（元同局アナウンサー）
  - はぴねす倶楽部ラジオショッピング（月曜 - 金曜 10:10 - 10:15）：今井由美子（月曜・水曜・金曜担当）、上之園祐美（火曜・木曜担当）
  - SunSunトピックス（金曜 10:03 - 10:06）：西上原あい
- 城山スズメ（月曜 - 金曜 14:00 - 16:40）：笹田美樹、よし俣とよしげ（金曜コーナー「がっつい映画!」担当）
- おしえて野口さん（火曜 12:55 - 13:00）：野口たくお
- モグモグタイム（月 - 金曜 13:25 - 13:29）：笹田美樹
- ポテトタイム（月 - 金曜 17:45 - 17:50）：二見いすず
- ふるさとたっぷりネットワーク（月 - 金曜 18:10 - 18:15）：和田由樹、米澤瑠美
- ズバッ@RADIO〜青だよ!たくちゃん!〜（土曜 11:00 - 16:35）：野口たくお、榮德多賀子（レポーター）
  - ギャラリー杜へようこそ（土曜 12:41 - 12:50）：笹田美樹
  - JU Tea time（土曜 12:55 - 13:00）：米澤瑠美
- みちこ先生のニコニコ通信（土曜 17:00 - 17:10）：財津三奈
- GOOD NEIGHBORS RADIO（土曜 17:10 - 17:40）：さわだ悠伊、藤川毅
- ラジオ特捜班（土曜 17:30 - 17:45）：宮氣美保子
- わがまち学び舎（日曜 10:10 - 10:15）：田島奈緒子
- たけまる商店・営業中!（日曜 10:30 - 12:30）：米澤瑠美、赤岩瞳、早稲田裕美子
- スマイリー園田のLive Alive（日曜 14:00 - 14:50）：スマイリー園田、福留知恵
- 焼酎BAR津貫屋（日曜 18:00 - 18:30）：スマイリー園田、宮氣美保子

#### 夜
- かごしま街角通信（月曜 19:20 - 19:30）：今井由美子
- Precious Music（月曜 22:00 - 24:00/火 - 金曜 ナイター終了後 - 24:00）：山之内美子（月曜）、和田由樹（水曜）、スマイリー園田（木曜）、福留知恵（金曜）
- ユアヒットパレード（土曜 23:05 - 23:30）：スマイリー園田

### MBCテレビ
- ズバッと!鹿児島（月 - 木曜 10:00 - 10:25/金曜 10:00 - 10:35/土曜 9:30 - 10:15）：野口たくお（土曜MC）、よし俣とよしげ、柴さとみ、早稲田裕美子（土曜レギュラー）
- さつま狂句（火曜 10:25 - 10:35）：笹田美樹
- 国保でホット情報（水曜 10:28 - 10:35）：和田由樹
- ときめきワイド（金曜 14:30 - 14:55）：笹田美樹
- ふるさとかごしま（土曜 11:15 - 11:30）：西ひろみ、財津三奈、田島奈緒子、和田由樹 ※いずれも週によってレポーターやナレーターとして出演
- SunSunクッキング（土曜 11:30 - 11:40）：西上原あい
- 素敵にクッキング（日曜 11:40 - 11:45）：財津三奈
- どーんと鹿児島（水曜 19:00 - 19:54）:テーマにより各タレントが出演
- てゲてゲ（木曜 19:00 - 19:54）：野口たくお、榮德多賀子
- 市民のひろば（第4日曜 10:30 - 11:00）：山崎典子

### ローカルCM

#### 野口たくお（拓男）
テレビ
- 福山黒酢『かくいだMy黒酢』
- 南九州ファミリーマート『いちきポンカレー』（鹿児島・宮崎限定）⇒現在は終売している。
- JUカーパーク
- 寿福石材店
- MBCハウジングフェア・MBC国分住宅展
- 仁田尾の知覧茶園
- 赤十字献血キャンペーン2002⇒現在は放映休止
- MBCメディアホール
- 東京市場[1]

ラジオ
- 鹿児島商船：種子屋久フェリー「はいびすかす」
- ドコモショップ天文館店グループ
- MBCトラベル（キャンペーン時）

#### 猪俣睦彦
テレビ
- 富士屋のからいも飴
- JAバンク鹿児島(年金)

#### 榮德多賀子
テレビ
- カローラ鹿児島「パッソ」
- 鹿児島パールライス
- 東京市場